# Chaufour-lès-Bonnières
Chaufour-lès-Bonnières – miejscowość i gmina we Francji, w regionie Île-de-France, w departamencie Yvelines.
Według danych na rok 1990 gminę zamieszkiwało 376 osób, a gęstość zaludnienia wynosiła 125 osób/km² (wśród 1287 gmin regionu Île-de-France Chaufour-lès-Bonnières plasuje się na 877. miejscu pod względem liczby ludności, natomiast pod względem powierzchni na miejscu 813.).